# Епархия Китмансхупа

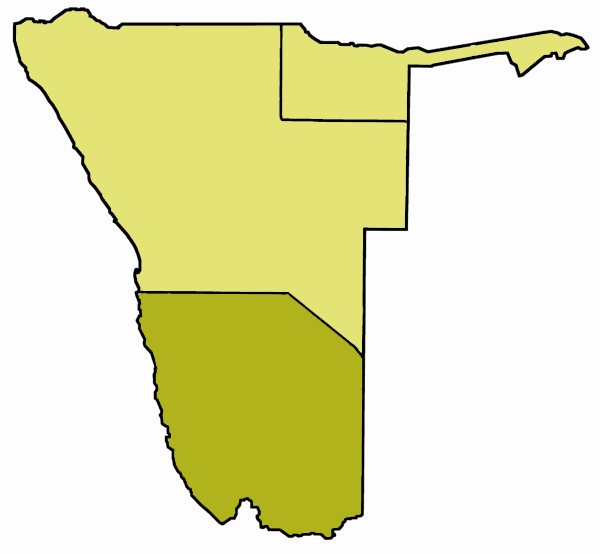
Карта епархии Китсманхупа (отмечена тёмно-зелёным)

Епархия Китмансхупа (лат. Dioecesis Keetmanshoopensis) — епархия Римско-Католической церкви с центром в городе Китмансхуп, Намибия. Епархия Китмансхупа входит в митрополию Виндхука. Кафедральным собором епархии Китмансхупа является церковь святого Станислава Костки.

## История
17 июля 1909 года Конгрегация пропаганды веры выпустила декрет «In generalibus comitiis», которым учредила апостольскую префектуру Гран-Намакваленда, выделив её из апостольского викариата Оранжевой Реки (сегодня — Епархия Кеймус-Апингтона).
15 июля 1930 года Римский папа Пий XI выпустил бреве «Supremi munus», которым преобразовал апостольскую префектуру Гран-Намакваленда в апостольский викариат.
3 января 1949 года апостольский викариат Гран-Намакваленда был переименован в апостольский викариат Китмансхупа.
14 марта 1994 года Римский папа Иоанн Павел II выпустил буллу «Qui suo», которой преобразовал апостольский викариат Китмансхупа в епархию.

## Ординарии епархии
- епископ Stanislao von Krolikowski O.S.F.S.[1] (1910—1923);
- епископ Mattia Eder O.S.F.S. (16.03.1923 — 1930);
- епископ Joseph Klemann O.S.F.S. (24.02.1931 — 10.11.1942);
- епископ Giacomo Eich O.S.F.S. (10.11.1942 — 4.02.1947);
- епископ Francis Esser O.S.F.S. (13.01.1949 — 9.06.1955);
- епископ Edward Francis Joseph Schlotterback O.S.F.S. (24.03.1956 — 2.10.1989);
- епископ Anthony Chiminello O.S.F.S. (28.03.1993 — 23.11.2002);
- епископ Phillip Pöllitzer O.M.I. (31.05.2007 — по настоящее время).

## Источник
- Annuario Pontificio, Libreria Editrice Vaticana, Città del Vaticano, 2003, ISBN 88-209-7422-3
- Декрет In generalibus comitiis, AAS 1 (1909), p. 581  (лат.)
- Бреве Supremi munus, AAS 23 (1931), стр. 116  (лат.)
- Булла Qui suo  (лат.)